# Rubén Morales Buendía
Rubén Morales Buendía (Tarqui, 9 de junio de 1930-Neiva, 23 de agosto de 2002) fue un poeta y dibujante colombiano, cofundador de Los Papelípolas.

## Reseña biográfica
Rubén Morales Buendía o simplemente Rubén Morales, es un poeta colombiano perteneciente a Los Papelípolas, grupo literario que lleva el marbete de movimiento, surgido en el Departamento del Huila casi a la par del Nadaísmo antioqueño en 1958. Nació el 9 de junio de 1930 en El Hato, renombrado a Tarqui, Huila en Colombia. Contable. Fungió el cargo de secretario de gobierno municipal de Teruel, municipio del Huila; también educador. Fue uno de los primeros caricaturistas en la historia del Huila y notable poeta erótico. Común en los poetas, fue carente de afectos, en su caso, por parte de padre (ausente). Falleció en Neiva el 23 de agosto de 2002. Sus restos mortuorios se encuentran en el cementerio de Teruel, Huila.

### Poeta
Como poeta erótico, son célebres sus poemas Nocturno de mi Corazón y Presencia de la Rosa. Fue también autor de los dibujos en plumilla que ilustran los Cuadernos Huilenses de Los Papelípolas. Sus poemas figuran en la Revista Ecos del Bachillerato Nocturno José María Rojas Garrido.
Otras publicaciones suyas pueden leerse en varias antologías:
- LOSADA, Félix Ramiro, Literatura Huilense, Ediciones Centenario, Col., 2005.
- ECHAVARRÍA, Rogelio, Antología de la Poesía Colombiana, Bogotá, Col., El Áncora Editores, 1997.
- LICONA, Pedro, Crónica Poética del Huila, Instituto de Cultura Popular de Neiva, Col., 1996.
- LIS, Óliver, Los Papelípolas, Antología Poética en su Quincuagésimo Aniversario, 2007.
- MORENO, Delimiro, Los Papelípolas, Ensayo Sobre Una Generación Poética, Vargas Editores, Bogotá, Col., 1995.
- GUEBELLY, Jorge, Soledad y Orfandad del Hombre Moderno en la Poesía Huilense, Universidad Surcolombiana, Col., 1987.